# 糞箕湖 (屏東縣)
糞箕湖，是台灣屏東縣新埤鄉的一個傳統地域名稱，位於該鄉中東部及東北部。相較於今日行政區，其範圍大致包括箕湖村西北大半部、建功村東北部、餉潭村西北半部、萬隆村不含西部邊界地帶南段及西北部邊界地帶及北部邊界地帶東段，枋寮鄉的玉泉村北部邊界地帶西段，以及佳冬鄉的昌隆村北部邊界地帶東段。
本地區境內主要聚落為糞箕湖、玉環新村、萬安、萬隆、海風寮、新開寮（部分），設有萬隆國小。

## 歷史
台灣日治初期，糞箕湖地區為一街庄，稱為「糞箕湖庄」（舊制街庄），隸屬於港東中里。該庄昔日北與崙仔頂庄、佳佐庄、新厝庄為鄰，東邊北段與蕃地為鄰，東邊中至南段與餉潭庄為鄰，南邊為大響營庄，西南邊為昌隆庄，西邊為新埤頭庄、建功庄、南岸庄。
1901年（日治明治三十四年）11月11日，全台廢縣廳改設二十廳，該庄隸屬於阿猴廳。1904年（明治三十七年）4月15日，該庄編入「新埤頭區」，隸屬於阿猴廳。1905年（明治三十八年）4月1日，阿猴廳改稱「阿緱廳」。1909年（明治四十二年）10月25日，全台合併二十廳為十二廳，新埤頭區仍隸屬於阿緱廳。1920年（大正九年）10月1日，全台地方制度大改正，廢十二廳改設五州二廳，該庄改制為「糞箕湖」大字，隸屬於高雄州潮州郡新埤庄（新制街庄）。
戰後新埤庄改制為新埤鄉，隸屬於高雄縣，大字亦改制為村。1950年（民國39年）10月1日，高、屏分治，新埤鄉改隸屬於屏東縣。
相較於今日行政區，本地區的範圍大致包括箕湖村西北大半部、建功村東北部、餉潭村西北半部、萬隆村不含西部邊界地帶南段及西北部邊界地帶及北部邊界地帶東段，枋寮鄉的玉泉村北部邊界地帶西段，以及佳冬鄉的昌隆村北部邊界地帶東段。

## 聚落
本地區發展較早的聚落為糞箕湖、萬瀧（已消失），在日治期初期的官方地圖上已有記載。此外，本地區尚有玉環新村、萬安、萬隆、海風寮、新開寮（部分）等聚落。

## 交通
縣道185號又稱「沿山公路」，是大津至枋寮的南北向道路，經過本地區的海風寮、萬隆、玉環新村等聚落。由該道路北行可前往萬巒鄉、萬巒鄉/瑪家鄉交界地帶、瑪家鄉/內埔鄉交界地帶、內埔鄉東北端、三地門鄉西南端等地；南行可前往枋寮鄉，並止於枋寮市區東郊的省道台1線路口。
縣道187乙線是萬巒至海坪的道路，經過本地區的西北部暨萬安聚落。由該道路東北行（大方向，當地先向北北西行）可前往潮州鎮、萬巒鄉，並止於萬巒市區的縣道187號路口；西南行可前往南州鄉暨國道3號南州交流道、東港鎮，並止於內關帝地區海坪聚落的縣道187號路口。
鄉道屏77線是潮州至萬安的道路，其南側端點（終點）位於本地區西北部、萬安聚落北郊的鄉道屏112線路口。
鄉道屏112線是下寮至萬隆的道路，其東側端點（終點）位於本地區北部的縣道185號路口，由此向西南西會經過本地區的萬隆聚落北側。
鄉道屏114線是旗杆厝至新開寮的道路，其東側端點（終點）位於本地區東北部的縣道185號路口，由此向西北轉西南西蜿蜒而行，會經過本地區的新開寮聚落。
鄉道屏114-1線是鳳尾新村至玉環新村的道路，其東南側端點（終點）位於本地區北半葉中部略偏西的縣道185號轉彎路口，由此向北北西會經過本地區的萬隆聚落。
鄉道屏116線是新埤至萬安的道路，其東側端點（終點）位於本地區西部邊界地帶北側的鄉道屏112線路口，由此向南會經過本地區的萬安聚落。該道路在本地區有部分路段與縣道187乙線共線。
鄉道屏118線是新埤至望嘉的道路，經過本地區的糞箕湖聚落。

## 學校
- 萬隆國小

## 公務機關
- 屏東縣政府消防局第二大隊新埤分隊